# シエラレオネ人民党
シエラレオネ人民党（シエラレオネじんみんとう、Sierra Leone People's Party、SLPP）は、シエラレオネ共和国の政党。独立以来、シエラレオネの政治をほぼ、支配している。現在のリーダーはジュリウス・マーダ・ビオ大統領。
シエラレオネ人民党（SLPP）はシエラレオネ南部に住む先住民部族メンデ族主体の党である。1946年、当時の保護領（[南部）で設立されたシエラレオネ組職協会と、植民地（西部地域）ではエスルドレッド・ジョーンズ（ラナミー・サンコー）により組織されていたフリータウン人民党を統合する形、そして保護領に住むメンデ族の利益を代弁するミルトン・マルガイら指導者の下で1950年に設立された。そして1951年の選挙ではクリオ主体のシエラレオネ植民地国民会議（NCCSL）を破り勝利した。1953年にSLPPのマルガイが首相になり、SLPPは1957年の選挙でも勝利し、選挙された39議席中26議席を占めた。1961年にSLPPのリーダー、マルガイ首相の下でシエラレオネはイギリスから独立を果たし、1962年の選挙でも勝利した。しかしミルトン・マルガイ首相の死後、後継者である弟のアルバート・マルガイが政権を握ると、マルガイ政権の汚職やメンデ族中心主義など偏った政策が原因で、1967年の選挙で全人民会議に敗北すると、全人民会議の党首であるシアカ・スティーブンスの首相就任を阻止。デビッド・ランサナ准将に体制派クーデターを起こさせ政権延命を図ったが、軍によるクーデターが再度起き、マルガイもスティーブンスも亡命を余儀なくされた
。翌年の反クーデターでスティーブンスは帰国し、1968年にはテムネ族が主体でクリオと手を組んで結成された野党の全人民会議（APC）と手を組み連立政権が成立するが分裂した。以後、スティーブンス政権の下で党勢は縮小し続け、1978年には全人民会議の一党制国家となり
、シエラレオネ人民党は一時消滅した。
1996年にSLPPのアフマド・テジャン・カバーが大統領に当選し、2005年に副大統領のソロモン・ベレワがSLPPの新リーダーとなった。ベレワ副大統領はカバー大統領の後継者となるため、2007年8月11日の大統領選挙に出馬した。大統領選で6の野党らの立候補と戦ったが、決着がつかず、9月8日首位を競っていた最大野党APCのアーネスト・コロマと決選投票の結果、17日ベレワ副大統領のSLPPはコロマ率いるのAPCに敗北し、内戦終結以来初めてとなる民主的な政権交代となった。